# Femmina folle
Femmina folle (Leave Her to Heaven) è un film del 1945 diretto da John M. Stahl. È ispirato al romanzo omonimo scritto un anno prima da Ben Ames Williams.

## Trama
Un giovane romanziere, Richard Hartland, viene avvicinato in treno da una bella e ricca ereditiera, Ellen Berent, che in breve tempo, invaghitasi di lui, lascia il fidanzato, un giurista che si trova spesso in viaggio, e annuncia il loro imminente matrimonio. Nonostante sia la madre che la sorellastra Ruth tentino di mettere in guardia Richard dal carattere troppo possessivo di Ellen - che era stata legata al padre, morto poco tempo prima, da un rapporto molto stretto, forse incestuoso - Richard non sa resistere al suo fascino ed i due si sposano pochi giorni dopo essersi conosciuti.
Inizialmente il matrimonio sembra felice. Ellen è molto innamorata e pare circondare Richard di premure ed attenzioni. In realtà, la donna vorrebbe che Richard non avesse occhi che per lei e cerca di allontanare tutte le persone che si possono frapporre fra lei ed il marito, in primo luogo il fratellino disabile di questi. Durante una gita in barca sul lago presso cui sorge la loro casa, Ellen, gelosa dell'affetto che Richard nutre nei confronti del ragazzo, lo spinge a fare una nuotata e poi lo lascia annegare, simulando una disgrazia. Rimasta incinta, teme che il figlio non ancora nato le sottragga le attenzioni di Richard che, nel frattempo, si è avvicinato a Ruth.
Resa folle dalla gelosia, Ellen dapprima fa in modo di perdere il bambino che porta in grembo facendosi cadere dalle scale. Quando il marito si rende conto delle colpe di Ellen, ella si suicida con l'arsenico dopo aver scritto una lettera in cui accusa la sorellastra di averla avvelenata. Secondo la lettera, infatti, la sorellastra sarebbe innamorata di Richard. Durante il processo l'ex fidanzato di Ellen, da lei istigato prima del suicidio, tenta di dimostrare la colpevolezza di Ruth ed il tradimento di Richard, ma questi rivela alla giuria i suoi sospetti sulla morte del fratello e l'aborto volontario di Ellen, convincendo la giuria degli intrighi della moglie e facendo assolvere la cognata. Richard, una volta scontato due anni di prigione per non aver denunciato a suo tempo i crimini commessi dalla moglie, potrà ricostruirsi una nuova vita con Ruth, che lo ama da sempre.

## Riconoscimenti
- 1946 - Premio Oscar
  - Miglior fotografia (colore) a Leon Shamroy
  - Candidatura Miglior attrice a Gene Tierney
  - Candidatura Miglior scenografia (colore) a Lyle Wheeler, Maurice Ransford e Thomas Little
  - Candidatura Miglior sonoro a Thomas T. Moulton e 20th Century-Fox Studio Sound Department

Nel 2018 è stato scelto per la conservazione nel National Film Registry della Biblioteca del Congresso degli Stati Uniti.